# Пліткарка (телесеріал)
Пліткарка (англ. Gossip girl) — американська телевізійна молодіжна драма на основі популярної однойменної серії романів письменниці Сесилі фон Цигезар (англ. Cecily von Ziegesar). Прем'єра відбулася 17 вересня 2007 року, при підтримці телеканалу «CW» та «Warner Bros.Television».

## Опис
Серіал знятий в стилі молодіжної мелодрами. Автором ідеї є відома письменниця Сесилі фон Цигезар а також Джош Шварц. У світ вийшло 6 сезонів серіалу, Перший сезон — 18 серій, другий — 25 серій, третій — 22 серії, четвертий — 22 серії, п'ятий — 24 серії, шостий — 10 серій. Середня тривалість серії — 40 хвилин. Фінальна серія серіалу вийшла 17 грудня 2012 року.
Серіал розповідає про долю молодих людей із заможних сімей. Сюжет розвивається навколо життя тінейджерів, що живуть в елітному районі Нью-Йорка та відвідують привілейовану школу. Серіал знімають в популярних районах міста: Квінз, Мангеттен, Бруклін. Окрім навчання головні герої дружать, сваряться, приймають наркотики, ревнують, страждають, люблять, зраджують, все що властиво героям підліткових драм. Про все глядачі дізнаються з популярного блогу таємничої «Пліткарки». Голос оповідача (вона і є пліткаркою) належить акторці Крістен Белл, але сама акторка ніколи не з'являється у кадрі. Є деяка інтрига, яка триває вже два сезони. Герої не знають, хто веде таємничий блог. Серіал розповідає про долю дітей заможних та впливових людей, у яких вже є все, вони лише то і роблять, що пробують те, що ще не спробували. Основними дійовими особами є Серена ван дер Вудсен (Блейк Лайвлі) та її найкраща подруга Блер Волдорф (Лейтон Містер); також «разом-не-разом» хлопець Блер Нейт Арчібальд (Чейс Крофорд); найкращий друг Нейта Чак Басс (Ед Вествік); Ден Гамфрі (Пенн Беджлі) — бойфренд Серени протягом майже всього першого сезону; його сестра Дженні Гамфрі (Тейлор Момсен), яка грає не останню роль в житті головних героїв не зважаючи на те, що їй не завжди вдається примкнути до тусовки верхнього Іст-Сайду; найкраща подруг Дена Ванесса.

## Персонажі
Ден Гамфрі — простий хлопець з Брукліна, який опинився в приватній школі, де панують свої закони. Трохи довірливий, молодий письменник Ден нарешті зміг заговорити зі своєю давньою коханою дівчиною Сиреною ван дер Вудсен, між ними зав'язуються стосунки, яким не судилося протриматися довго. Ден живе в пошарпаній квартирі разом з батьком Руфусом Гампфрі та сестрою Дженні.
Дженні Гамфрі — чотирнадцятилітня дівчина, яка знає, чого хоче від життя. Вона жадає успіху та популярності, але її не можна назвати малодушною чи егоїстичною. Маленька Дженні плекає надії про те, що колись вона прокинеться знаменитою дизайнеркою. А поки вона продовжує боротьбу за популярність у школі.
Блер (Бі) Волдорф;— королева в своїй школі, яка розписала своє життя,і поки що все іде за планом — її життя ідеальне. Вона зустрічається з Нейтом, планує вийти за нього заміж, вона націлена поступити до Йєлю, до коледжу своєї мрії. Але коли стає відомим, що Нейт не той, хто їй потрібен, а Чак Басс не такий вже негідник, все змінюється.
Натаніель (Нейт) Арчібальд — завжди робив все, як того хотів його батько, але коли батько втратив свій вплив та потрапив до в'язниці,Нейт починає жити власним життям. І виявляється, що Блер не кохання його життя,і гроші не так важливі, аби бути хорошою людиною.
Чарльз (Чак) Басс — чарівний підкорювач дівочих сердець, котрого ненавидять майже всі з ким він знайомий. Він живе з батьком, якого майже ніколи не має вдома, тому Чак робить все, що йому заманеться. Здається у Чака не має ані серця, ані душі. Чи так це?
Серена ван дер Вудсен (Сі);— втекла з міста в школу інтернат, але здивувала всіх своїм раптовим поверненням, після року свого зникнення. Це вже не та Серена, яка напивалася в барах з малознайомими чоловіками, здається це літо змінило Серену, та й новий хлопець Ден Гамфрі позитивно на неї впливає. Але чи зможе вона забути минуле?

## Епізоди
| Сезон | Епізоди | Епізоди | Оригінальний показ | Оригінальний показ |
| Сезон | Епізоди | Епізоди | Перший показ       | Останній показ     |
| ----- | ------- | ------- | ------------------ | ------------------ |
| 1     | 18      | 18      | 19 вересня 2007    | 19 травня 2008     |
| 2     | 25      | 25      | 1 вересня 2008     | 18 травня 2009     |
| 3     | 22      | 22      | 14 вересня 2009    | 17 травня 2010     |
| 4     | 22      | 22      | 13 вересня 2010    | 16 травня 2011     |
| 5     | 24      | 24      | 26 вересня 2011    | 14 травня 2012     |
| 6     | 10      | 10      | 8 жовтня 2012      | 17 грудня 2012     |

## Цікаві факти
- Шарлотта Ронсон грає саму себе;
- Спочатку проект «Пліткарка» передбачалося втілити в форматі художнього фільму за участю актриси Ліндсі Лохан в ролі Блер. Але сценарій, який було відправлено Емі Шерман-Палладіно, творцеві «Дівчаток Гілмор», був відхилений та надовго відправлений на полицю. Пізніше про цю ідею згадали знову, але проект також відмінили. Третій раз про серію книг Сесилі фон Зигесар згадали, коли відомий Джош Шварц погодився продюсувати шоу.
- Александра Патсавас відповідальна за підбір музики до серіалу. Серед її минулих робіт такі теледрами як: «Надприродне», «О. С.», «Анатомія Грей» — комерційно над-успішні саундтреки. На противагу її звичайної схильності до незалежної альтернативної музики, Александра Патсавас мала намір використати в «Пліткарці» відомі популярні мелодії та пісні.
- Спочатку роль Джорджини Спаркс була запропонована Міші Бартон, яка відхилила її. Згодом, на роль Джорджини була затверджена Мішель Трахтенберг.
- Під час прохождення кастингу на роль Блер Уолдорф, Лейтон Містер довелося перефарбуватися із натуральної блондинки у брюнетку.
- Блер мешкає у пентхаузі на П'ятій Авеню 1136, Нью-Йорк NY 10128, а Чак і Серена ван дер Вудсен проживають а апартаментах у Медісон Авеню 455, Нью-Йорк, NY 10022.
- Персонажа Лілі ван дер Вудсен спочатку по сценарію повинні були звати Дарла, але сценаристи змінили її ім’я у останній момент.
- У третьому сезоні знімалося одразу декілька знаменитостей: Гіларі Дафф, Тайра Бенкс, Вільям Болдвін. Самих себе у епізодах грають: Леді Ґаґа, Торі Берч, Джиммі Феллон та група Sonic Youth.
- Перші п'ять епізодів серіалу слідують сюжету книг Сесилії фон Зигесар, далі історія створювалася сценаристами «з чистого листа».
- Зйомки проходили на Мангеттені, у Брукліні, Квінсі, Лос-Анжелесі та Парижі.
- На сайті телеканалу CW сторінка, присвячена серіалу, видалена. Натомість пропонується флеш-гра під назвою серіалу.